# Robin Ian MacDonald Dunbar
Robin Ian MacDonald Dunbar (Robin Ian MacDonald Dunbar, R. I. M. Dunbar) (Liverpool, 28 de junio de 1947) es un antropólogo, psicólogo y biólogo evolucionista británico, especializado en el estudio del comportamiento de primates. Es más conocido por haber sido el primero en formular el conocido como número de Dunbar, de valor 150 en humanos, que representa una medida del «límite cognitivo de individuos con los cuales se puede mantener una relación estable».

## Biografía
Dunbar es hijo de un ingeniero que recibió su temprana educación en Northamptonshire, en el Magdalen College, Oxford, donde tuvo como profesores a Nico Tinbergen y Richard Dawkins. Pasó muchos de sus años como un científico libre (free lance science) escribiendo numerosos artículos.
Los sitios donde Dunbar tuvo relación académica incluyen a la University of Bristol, University of Cambridge desde el año 1977 hasta 1982, y la University College London desde 1987 hasta 1994. En el año 1994, Dunbar ejerció como profesor de biología evolucionaria en la University of Liverpool, pero abandonó Liverpool en 2007 para adoptar el puesto de Director del Antropología Evolucionaria y cognitiva ("Institute of Cognitive and Evolutionary Anthropology") de la University of Oxford.
El profesor Dunbar es director de la British Academy Centenary Research Project (BACRP) "From Lucy to Language: The Archaeology of the Social Brain" así como en los planes de BACRP para identificar el repertorio religioso universal ("Identifying the Universal Religious Repertoire"). Las versiones digitales de una selección de sus trabajos publicados, en los que figura como autor o como coautor, aparecen disponibles en el Evolutionary Psychology and Behavioural Ecology Research Group de la University of Liverpool.

## La función social del lenguaje[6]
Propuso una teoría innovadora sobre la función social del lenguaje en la evolución humana. Esta teoría, que ha ganado considerable atención en los campos de la antropología y la psicología evolutiva, sugiere que el lenguaje evolucionó principalmente como una herramienta social para la creación y el mantenimiento de lazos sociales en grupos humanos cada vez más grandes.
Dunbar basa su teoría en que los primates, incluidos los humanos, utilizan el acicalamiento físico (grooming) para fortalecer los vínculos sociales. A medida que los grupos humanos crecieron, el tiempo requerido para el acicalamiento se volvió insostenible. En respuesta, Dunbar sugiere que el lenguaje surgió como una forma de "acicalamiento vocal", permitiendo a los humanos conectar con varios individuos a la vez y compartir información social. Esta transición fue clave para el desarrollo de sociedades más complejas, ya que el lenguaje facilitó la cooperación, mantuvo la cohesión del grupo y permitió el intercambio de información social. 

## Honores
- 1998, miembro de la British Academy (FBA)[2]
- 1994, ad hominem Chair, Psychology, University of Liverpool[7]

## Selección de publicaciones
- con Patsy Dunbar. Social dynamics of Gelada Baboons. Karger, Basel [u.a.] 1975, ISBN 3-8055-2137-5

- Dunbar. 1984. Reproductive Decisions: An Economic Analysis of Gelada Baboon Social Strategies. Princeton University Press ISBN 0-691-08360-6

- Dunbar. 1988. Primate Social Systems. Chapman Hall and Yale University Press ISBN 0-8014-2087-3

- Dunbar. 1996. The Trouble with Science. Harvard University Press. ISBN 0-674-91019-2

- Dunbar (ed.). 1995. Human Reproductive Decisions. Macmillan ISBN 0-333-62051-8

- Dunbar. 1997. Grooming, Gossip and the Evolution of Language'. Harvard University Press. ISBN 0-674-36334-5

- Runciman, Maynard Smith, & Dunbar (eds.). 1997. Evolution of Culture and Language in Primates and Humans. Oxford University Press.

- Dunbar, Knight, & Power (eds.). 1999. The Evolution of Culture. Edinburgh University Press ISBN 0-8135-2730-9

- Dunbar & Barrett. 2000. Cousins. BBC Worldwide: London ISBN 0-7894-7155-8

- Cowlishaw & Dunbar. 2000. Primate Conservation Biology. University of Chicago Press ISBN 0-226-11636-0

- Barrett, Dunbar & Lycett. 2002. Human Evolutionary Psychology. London: Palgrave ISBN 0-691-09621-X

- Dunbar, Barrett & Lycett. 2005. Evolutionary Psychology, a Beginner's Guide. Oxford: One World Books ISBN 1-85168-356-9

- Dunbar. 2004. The Human Story. London: Faber and Faber ISBN 0-571-19133-9

- con Louise Barrett & John Lycett. Evolutionary Psychology: A Beginner’s Guide. OneWorld, Oxford 2005, ISBN 1-85168-356-9

- con Louise Barrett (ed.) Oxford handbook of evolutionary psychology. Oxford University Press, 2007, ISBN 0-19-856830-4

- Dunbar. 2010. How Many Friends Does One Person Need? Dunbar’s Number and Other Evolutionary Quirks. Harvard University Press, ISBN 978-0674057166

- Dunbar. 2014. Human Evolution. Pelican Books ISBN 978-0141975313